# Französische Schulredensarten für den Sprachenunterricht

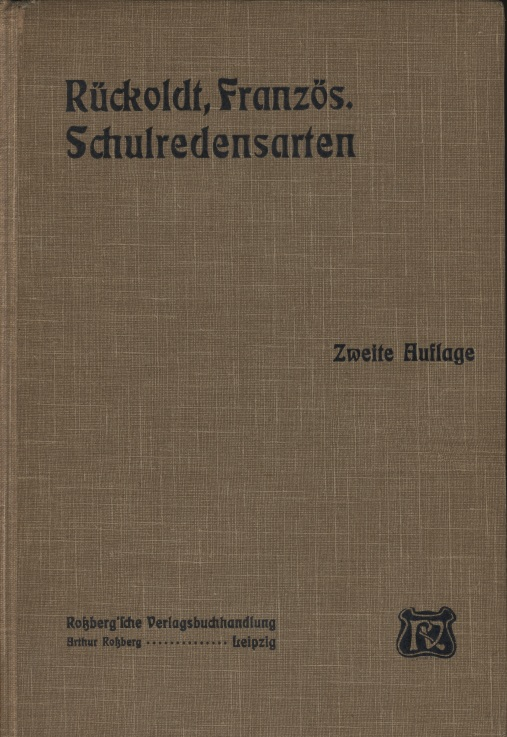
Portada de la segunda edición del libro, aparecida en 1905. El libro es idéntico a su homólogo inglés, salvo por el color marrón en vez de verde.

Französische Schulredensarten für den Sprachenunterricht (Locuciones francesas para la enseñanza de idiomas) es un libro escrito por Armin Rückoldt, académico alemán, publicado en Leipzig. La fecha de aparición de la primera edición aún es incierta, pues se publicaron muy pocos ejemplares. Sin embargo, en el prefacio de la segunda edición, Rückoldt afirma que estuvo trabajando en los cambios durante 1902, fechando la aparición del libro entre 1900 y 1902. El libro es un compendio bilingüe de frases en alemán y francés recurrentemente utilizadas en colegios, tanto por los profesores como por los alumnos. El libro apareció paralelamente a la versión inglesa, Englische Schulredensarten für den Sprachenunterricht (Locuciones inglesas para la enseñanza de idiomas), también autoría de Rückoldt.
El libro consiste de 1067 frases (40 más que la versión inglesa). Según el autor, las frases no están para ser memorizadas, citadas textualmente o para ser preguntadas en interrogaciones, sino que su empleo debe ser natural y dinámico, adaptándose a las distintas situaciones y condiciones, y que, de esta forma, el dominio del idioma extranjero se logrará de forma fluida y sin esfuerzo. Vale la pena mencionar que el libro no es una copia exacta en francés de la versión inglesa, pues posee más frases y no todas son iguales.

## Contenido
El libro comienza con un prefacio que incluye los prólogos de las 2 ediciones del libro, escritos ambos por Armin Rückoldt, en los que explica los cambios entre ambas ediciones. Destaca el haber tratado de enfocar el francés más en aquel hablado en Francia y menos aquel hablado en Suiza. También menciona la eliminación de frases de poca importancia y el objetivo y correcto empleo del libro.
El libro contempla frases para diversas situaciones, las que se engloban en los siguientes capítulos del libro (los títulos han sido copiados textualmente del libro, por lo que la gramática y ortografía, tanto en alemán como en inglés, puede tener variaciones con la actual):
- Die Schüler während der Pause und vor dem Beginne des Unterrichtes / Les élèves pendant la petite récréation et avant le commencement des classes (Conducta de los alumnos durante el recreo y antes del comienzo de la clase) - Frases nr. 1-43.
- Ordnung im Schulzimmer / Ordre dans la classe (Orden en la sala de clases) - Frases nr. 44-96.
- Luft und Licht im Schulzimmer / Aération et éclairage dans la salle (Aire y luz en la sala de clases) - Frases nr. 97-152.
- Abwesenheit von Schülern / Absences d'élèves (Ausencia de alumnos) - Frases nr. 153-190.
- Zuspätkommen von Schülern / Arrivée en retard (Llegar tarde) - Frases nr. 191-220.
- Äußeres der Schüler / Tenue et propreté  (Aparencia de los alumnos) - Frases nr. 221-246.
- Körperhaltung / Attitude du corps (Postura corporal de los alumnos) - Frases nr. 247-268.
- Sachen der Schüler / Fournitures de classe (Cosas de los alumnos) - Frases nr. 269-384.
- Schriftliche Hausaufgaben / Devoirs (Tareas para la casa escritas) - Frases nr. 385-538.
- Schriftliche Klassenarbeit / Exercice fait en classe (Tareas escritas) - Frases nr. 539-639.
- Mündliche Aufgaben / Leçons (Tareas orales) - Frases nr. 640-768.
- Schulzucht / Discipline (Disciplina) - Frases nr. 769-917.
- Verlassen des Klassenzimmers / Sortie de la classe (Abandonar la sala) - Frases nr. 918-928.
- Versetzung und Nichtversetzung (Sitzenbleiben) / Passage dans la classe supérieure et redoublement de la classe (Promoción y no promoción) - Frases nr. 929-934.
- Abgang von der Schule / Départ de l'école (Salida del colegio) - Frases nr. 935-942.
- Aufnahme in die Schule / Admission à l'école (Admisión al colegio) - Frases nr. 943-977.
- Unterrichtszeit, freie Stunden, Ferien / Heures de classe, congés et vacances (Horario de clases, vacaciones, horas libres) - Frases nr. 978-1010.
- Gespräche zwischen Schülern / Conversation entre élèves (Conversaciones entre estudiantes) - Frases nr. 1011-1067.
- Anmerkungen / Notes

## Edición
- Rückoldt, Armin: Französische Schulredensarten für den Sprachunterricht. 2. Edición. Leipzig, Roßberg'sche Verlagsbuchhandlung, 1905. 90 Pgs.